# Viburnum maculatum
Viburnum maculatum är en desmeknoppsväxtart som beskrevs av Jozef Pantocsek.
Viburnum maculatum ingår i släktet olvonsläktet och familjen desmeknoppsväxter. Inga underarter finns listade i Catalogue of Life.